# 伊拉克库尔德斯坦
库尔德斯坦地区 ，位於伊拉克北部，是由庫德族控制的自治地區，故在國際上稱之為伊拉克庫德斯坦（إقليم كردستان العراق）。该地区包括埃尔比勒、苏莱曼尼亚、杜胡克及哈拉卜贾四省，东邻伊朗，西邻叙利亚，北接土耳其，南接伊拉克其他地区，位于整个库尔德斯坦地区的南部。该地区由库尔德斯坦地区政府管辖，首府設在最大城市埃尔比勒。
自治区的建立可以追溯到1970年3月在历经了几年的战争之后伊拉克政府与库尔德斯坦民主党达成的自治协定。该协议最终未能实施，1974年伊拉克北部又陷入了伊拉克政府与库尔德人的新一轮血腥冲突之中。而且1980年代的两伊战争和伊拉克军队的“安法尔行动”也对伊拉克北部地区的人口与环境造成了极大的伤害。
在1991年爆发的北方库尔德人及南方什叶派反抗萨达姆·侯赛因的起义后，库尔德民兵组织“自由斗士”成功地将伊拉克主力部队赶出了北部地区。尽管导致了大量的人员伤亡并引发了伊朗、土耳其边境地区的难民危机，但自由斗士的胜利和1991年第一次海湾战争后北部禁飞区的设立，给库尔德自治与难民返乡创造了条件。由于库尔德人与政府军之间持续的战争，1991年10月伊拉克政府军撤出了库尔德地区，使库尔德获得了事实上的自治。2003年，伊拉克战争爆发，伊拉克萨达姆政权被推翻。2005年，伊拉克新宪法颁布实施，新宪法规定库尔德斯坦作为联邦制的一部分存在，使用阿拉伯语和库尔德语两种官方语言。
伊拉克库尔德斯坦实行议会制，议会共设有111个席位，其中11个席位固定分配给少数族群。伊拉克库尔德斯坦现任总统为内奇尔万·巴尔扎尼。

## 名称
库尔德（Kurd）一詞的起源並不十分確定，有一種說法認為库尔德來自阿卡德語Qardu或蘇美語Kar-da，指底格里斯盆地上半部的區域。據推測Qardu一詞可能訛變為朱迭山（Mount Judi）的名字，在古典阿拉伯語中稱作Ǧūdī，库尔德語稱為Cûdî。不過，也有觀點認為Kurd與Qardu無關，而是來自古代的部族名Cyrtii。库尔德一詞也可能起源於中古波斯語kwrt-，泛指游牧民族或帳篷居民。库尔德斯坦字尾的斯坦（-stan）是波斯語後綴，用來表示：「……聚集的地方」。因此，“库尔德斯坦”字面的含义即是库尔德
人聚集的地方，換句話說，就是指這裡是“库尔德人的土地”。
在伊拉克宪法中，该地区被称为“库尔德斯坦地区”（Kurdistan Region）。其政府的全称为“库尔德斯坦地区政府”（Kurdistan Regional Government，简称“KRG”）。在伊拉克复兴党执政时期的二十世纪七、八十年代，该地区被称为“库尔德自治区”（Kurdish Autonomous Region）。由于其地理位置位于整个库尔德斯坦地区的南部，库尔德人也称该地区为“南库尔德斯坦”（Başûra Kurdistan或Başûrî Kurdistan）。

## 历史

### 前伊斯兰时期
在史前时期，该地区属于尼安德特人的栖息地，发现于埃尔比勒省的沙尼达尔洞穴是伊拉克最早的村落遗址之一。大约公元前7000年，耶莫文化主宰了该地区。库尔德斯坦最早的新石器时代遗存是大约公元前6000年的哈苏纳遗址，该遗址是“哈苏纳文化”的中心。约公元前2400年，该地区成为阿卡德人北支（后演化为亚述人和胡里特人）的居住地，自公元前2334年到公元前2154年，该地区隶属于阿卡德帝国。根据《亚述王表》，亚述王自公元前23世纪开始在该地区出现；阿舒尔、Ekallatum等亚述城邦自公元前21世纪中叶开始出现。根据努斯泥版（Nuzi tablets），在公元前2030年前后亚述王乌什皮亚统治之前，阿舒尔城似乎已经是阿卡德帝国的一个地方行政中心，服从于他们的同胞萨尔贡大帝和他的子孙们。亚述人兴建了阿舒尔、尼尼微、古扎纳、阿拉普哈、伊穆尔-恩利尔（巴拉瓦特）、舒巴特-恩利尔和卡尔胡等大城市。该地区的亚述大城市埃尔比勒有着其独特的伊西塔女神信仰，且该城被其亚述居民称为“伊西塔夫人”。亚述人从公元前21世纪开始统治该地区，在前1813年至前1754年时期、前1385年至前1076年时期和前911年至前608年的新亚述帝国时期，该地区是各个亚述帝国的中心，被称为“亚述”。公元前612年至公元前605年间，亚述帝国衰亡，该地区成为新巴比伦王国的国土，后来在公元前539年到前332年又成为波斯阿契美尼德帝国的一部分，其阿契美尼德名称为“Athura”。公元前332年，该地区被亚历山大大帝攻陷，之后被希腊塞琉古帝国统治，被更名为直到公元前2世纪中叶被安息帝国的米特里达梯一世攻占，其间其名字也变为了叙利亚（“亚述”的希腊语变体）。在公元一世纪，亚述半自治王国阿迪亚波纳以埃尔比勒为中心。后来，该地区又成了罗马帝国的亚述行省，但之后不久被萨珊王朝夺回，建立了亚述斯坦总督辖区，直至阿拉伯伊斯兰教徒入侵。在萨珊王朝的统治下，该地区成为东方亚述教会的中心并形成了繁荣的叙利亚语文学传统。

### 伊斯兰化

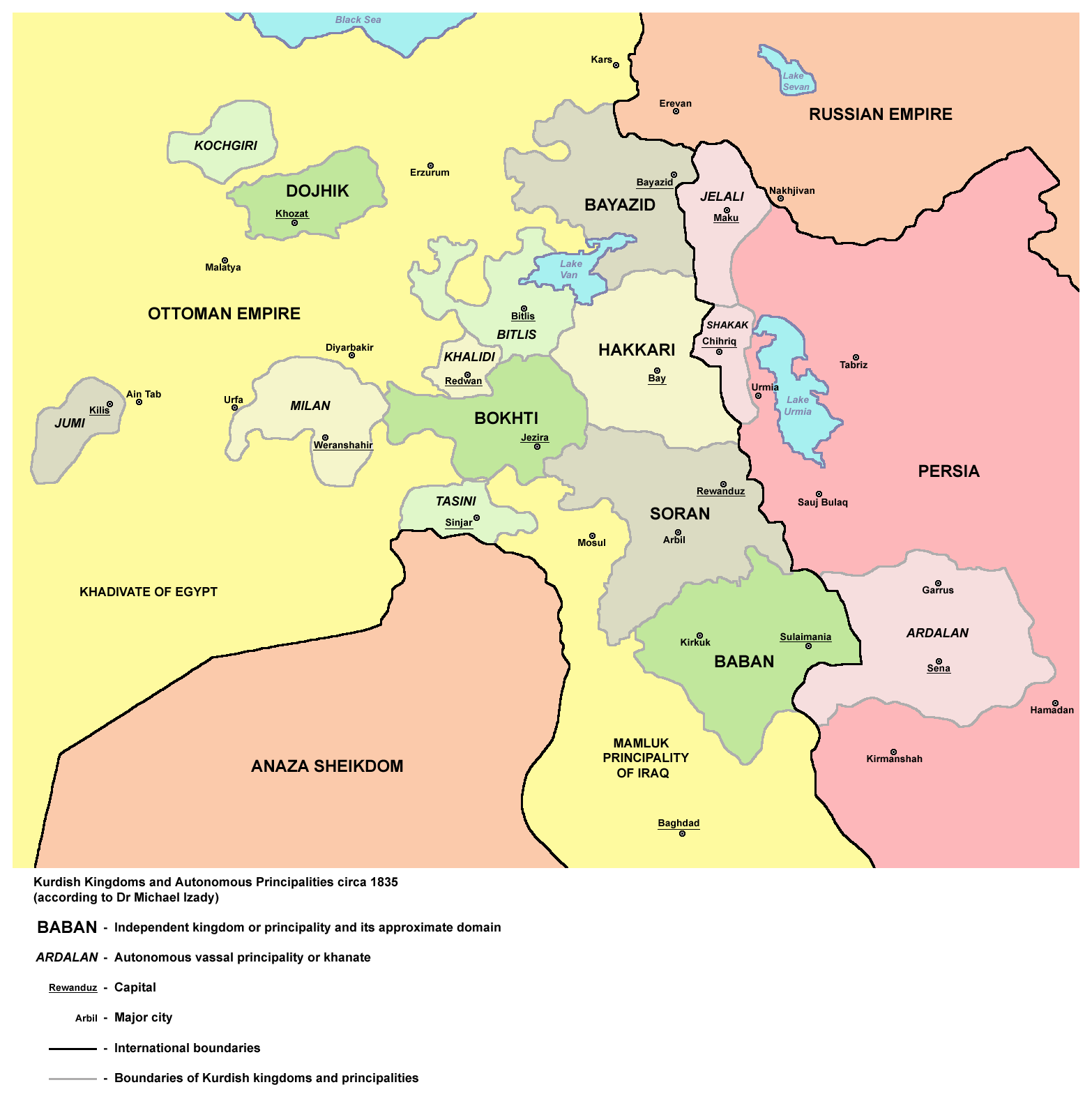
库尔德人的独立王国与自治公国（约1835年）

公元7世纪中叶，该地区被阿拉伯穆斯林攻占，亚述成了一个地缘政治实体，成为阿拉伯帝国的一部分。随着11世纪突厥人和13世纪蒙古人的入侵，该地区成了各个突厥与蒙古封建邦国的属地，库尔德地区主要属巴班、巴赫迪南、索兰三个酋长国。
16世纪和17世纪间，该地区的归属在波斯萨菲王朝与奥斯曼帝国之间几经易手，最终于17世纪中叶开始归于奥斯曼。18世纪早期，该地区曾短暂地被纳迪尔沙率领下的伊朗阿夫沙尔王朝控制。纳迪尔沙去世后，奥斯曼又重新取得了该地区的宗主权，并且奥斯曼从1831年开始了对该地区的直接统治。在奥斯曼帝国统治时期，主要属于摩苏尔省，由于库尔德人与居于统治地位的土耳其人共同信奉伊斯兰教逊尼派，并未遭受歧视，由于库尔德人擅长于军事，他们在各地为摩苏尔帕夏（总督）服役而从不纳税。摩苏尔巴班王朝于1850年被土耳其将军伊斯马仪推翻，许多库尔德人进入地方政府做官，并建立了为苏丹服役的骑兵部队。
奥斯曼对该地区的统治一直持续到第一次世界大战时奥斯曼帝国被英国打败。

### 英国控制区的库尔德人起义
一战期间，协约国曾许诺战争胜利后允许库尔德斯坦独立，英国与法国秘密签署赛克斯-皮科协定对西亚进行瓜分，其中巴格达和巴士拉两省由英国直接统治，摩苏尔为法国的势力范围。1920年协约国与奥斯曼帝国签订色佛尔条约，库尔德斯坦地区将举行公投来决定是否独立。奥斯曼帝国被分裂，大部分国土被协约国各国占领，激起土耳其民族主义者强烈不满，爆发了土耳其独立战争，色佛尔条约未能实施并最终于1922年废除。由于伊拉克地区的反英起义，1921年英国占领的巴士拉和巴格达成立了伊拉克王国，最初摩苏尔虽然也在英国的占领下，但没有加入王国。摩苏尔在1921年7月举行的关于汉志谢里夫哈希姆家族的费萨尔出任国王的全民投票中表示了支持，而基尔库克和苏莱曼尼亚地区的库尔德人则表示反对。1923年，独立后的土耳其共和国和协约国签订了洛桑条约，奠定了现代土耳其和西亚疆域的基础，同时也粉碎了库尔德斯坦独立的梦想。
1918年10月1日，库尔德人领导人们在苏莱曼尼亚的一场与美索不达米亚代理民事专员阿诺德·威尔逊上校的会议中，呼吁英国支持库尔德斯坦在英国的保护下实现统一和独立。1919年与1922年间，苏莱曼尼亚的一个库尔德领导人谢赫·马哈茂德·巴尔赞吉成立了一个库尔德人政府并领导了两次抗英起义，英国当局直至1924年才将其镇压。第一次起义开始于1919年5月22日逮捕苏莱曼尼亚的英国官员，起义迅速蔓延到了摩苏尔和埃尔比勒，为镇压起义，马哈茂德·巴尔赞吉被英国流放印度后，库尔德武装随即崩溃。1920年7月，该地区的62个部落首领宣布独立。1922年，英国恢复了谢赫·马哈茂德的权利，希望库尔德人在他的领导下可以在英国控制的伊拉克王国与声称拥有摩苏尔和基爾庫克主权的土耳其之间形成缓冲。然而，谢赫·马哈茂德对英国人的意图不加理会，与1922年宣布成立库尔德斯坦王国，并自任国王。英国花费了两年的时间才使库尔德地区屈服，但最终马哈茂德仍成功逃脱。1930年，在伊拉克正式加入国际联盟后，马哈茂德开始了其第三次起义，但依旧被英国镇压。
1927年开始，库尔德巴尔扎尼部落成为在伊拉克争取库尔德人权利的最强音。1929年，巴尔扎尼要求在伊拉克北部成立一个库尔德省份。在这些要求的鼓励下，1931年，库尔德人请求国际联盟成立一个独立的库尔德政府。1931年底，艾哈迈德·巴尔扎尼领导了一次反伊拉克的库尔德起义，虽然这次起义在仅仅几个月内就被镇压，但却产生了著名的库尔德英雄穆斯塔法·巴尔扎尼。二战期间，伊拉克的权力真空被库尔德武装所利用，一场由穆斯塔法·巴尔扎尼领导的叛乱在伊拉克北部爆发，并最终控制了库尔德地区。1945年二战结束，在英国的支持下，伊拉克重新征服库尔德只是时间问题。在伊拉克政府与英国的压力下，穆斯塔法·巴尔扎尼于1945年被迫流亡伊朗。之后，在苏联的扶持下，卡齐·穆罕默德于1945年12月在伊朗西北部建立了库尔德人民政府，并于1946年1月成立库尔德独立国家马哈巴德共和国。但不久后马哈巴德共和国被伊朗政府推翻，穆斯塔法·巴尔扎尼又移居苏联。

### 巴尔扎尼起义（1960—1970年）
1958年，阿卜杜勒-卡里姆·卡西姆发动军事政变推翻了伊拉克王国，穆斯塔法·巴尔扎尼被卡西姆邀请回国，巴尔扎尼的归来得到了英雄般的欢迎。作为卡西姆与巴尔扎尼之间交易的一部分，卡西姆以承诺给予库尔德人区域自治来换取巴尔扎尼的支持。1959年到1960年间，巴尔扎尼成为库尔德斯坦民主党（库民党）党魁，而库民党于1960年获得合法地位。1960年初，卡西姆将会背叛自治承诺已经显而易见，因此库民党开始鼓动区域自治。面对与库尔德之间日益严峻的分歧及巴尔扎尼个人权利的不断增长，卡西姆开始煽动巴尔扎尼部落传统的敌人Baradost和Zebari部落，并导致了1960年到1961年初的部落战争。1961年2月，巴尔扎尼成功击败了亲政府武装，巩固了其作为库尔德人领导人的地位。就此，巴尔扎尼令其军队占领了所有的库尔德地区并驱逐了那里的政府官员。而为了恢复政府对该地区的控制，卡西姆开始准备对北部的军事进攻。1961年6月，库民党对卡西姆发出一份详细的最后通牒，说明了库尔德人的不满，并要求卡西姆进行整改。卡西姆无视了库尔德的要求并继续其计划的战争。9月10日，一伙库尔德人埋伏了一支伊拉克军队，库尔德叛乱正式爆发。作为此次袭击的回应，卡西姆命令伊拉克空军轰炸库尔德村庄，按巴尔扎尼的标准，此次空袭基本上覆盖了整个库尔德人口。由于卡西姆对伊拉克军队的不信任，他并没有很好地武装参战部队，所以卡西姆政府根本无法镇压这次叛乱。这种僵持激怒了军队中的强力派系，被认为是1963年2月复兴党政变背后的一个主要原因。1963年11月，在经过复兴党人的派别大混战之后，阿卜杜勒·萨拉姆·阿里夫发动政变驱逐了复兴党人，出任伊拉克总统。在对库尔德的进攻又一次失败后，阿里夫在1964年2月宣布停火，引起了库尔德城市激进分子与巴尔扎尼领导的“自由斗士”之间的决裂。 巴尔扎尼同意了停火并将激进分子逐出了库民党。1966年，阿里夫因坠机意外死亡，其兄长阿卜杜勒·拉赫曼·阿里夫继任伊拉克总统，伊拉克政府为击败库尔德人进行了最后的努力。然而1966年5月，巴尔扎尼武装在赖万杜兹附近发生的Handrin山战役中击败伊拉克军队。据说在Handrin山战役中，库尔德人消灭了伊军的整整一个旅。意识到不能得到这场战争的胜利，拉赫曼·阿里夫宣布了一个12点和平计划，但拉赫曼·阿里夫在1968年复兴党发起的政变中被推翻，这一计划没有实施。复兴党发起了旨在平定库尔德人叛乱的战争，然而这场战争1969年就结束了，巴格达内部的权利斗争和伊朗的压力起到了很大的作用。此外，苏联迫使伊拉克与巴尔扎尼和解，1970年三月，一项旨在明确库尔德自治的和平计划被公布，该计划将于4年内实施，其中承诺在政府事务给予库尔德人更大的权利。尽管如此，在此同时，伊政府在富产石油的基尔库克和哈奈根推行了阿拉伯化进程。在接下来的几年里，巴格达当局解决了其自身内部的分歧，在1972年4月与苏联签订了友好协定，并重新被阿拉伯世界所接纳。而库尔德人依旧依赖伊朗的军事支持，没有增强自身的军事力量。

### 自治谈判（1970—1974年）
区域自治最早建立于1970年库尔德自治区的成立，当时伊拉克政府与库尔德人领导人签署了一项自治协议。自治区包括伊拉克北部的埃尔比勒、苏莱曼尼亚、杜胡克三省，以埃尔比勒为首府，并成立了议会。

### 第二次伊拉克-库尔德战争与阿尔及尔协议

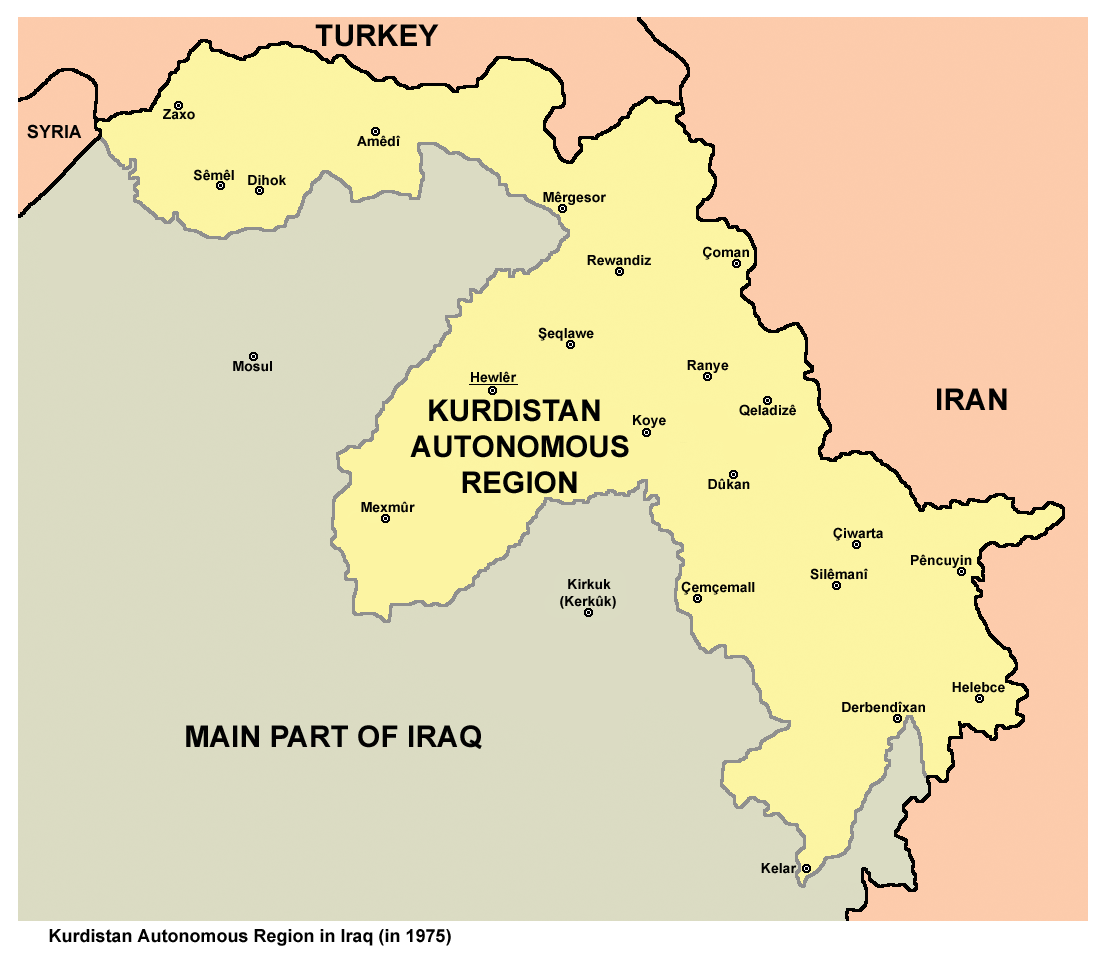
库尔德斯坦自治区（1975年）

1973年，美国与伊朗国王达成秘密协议，通过美国中央情报局和以色列情报部门摩萨德秘密资助库尔德叛军与巴格达对抗。1974年，作为报复，伊拉克政府对库尔德人开展了一轮新的进攻，并将库尔德人驱赶到了靠近伊朗的边境。伊拉克通知德黑兰，如果伊朗停止对库尔德人的资助，他将愿意满足伊朗的其他要求。在阿尔及利亚总统胡阿里·布迈丁的调解下，伊拉克与伊朗于1975年达成全面和解，签署了阿尔及尔协议。协议使库尔德人变得无助，而伊朗也切断了对库尔德运动的支援，巴尔扎尼及其支持者逃亡伊朗。几天后其他人集体投降，叛乱结束。于是伊拉克政府又控制了库尔德地区，并通过让阿拉伯人向基尔库克等库尔德斯坦地区的油田附近移民的方式推进北部地区的阿拉伯化。阿尔及尔协议签署后，伊拉克政府对库尔德人的一系列镇压措施导致了1977年后伊拉克军队与库尔德游击队之间的新的冲突。在1978年和1979年，六百个库尔德村庄被焚毁，约二十万库尔德人被驱逐到伊拉克的其他地区。

### 两伊战争与安法尔行动
两伊战争期间，因庫爾德支持伊朗等原因伊拉克政府实施反库尔德政策，一场事实上的内战爆发。伊拉克受到了广泛的谴责，但没有为其向库尔德人使用化学武器等罪行受到严厉的惩罚，化武袭击造成了成千上万的库尔德人死亡。

### 獨立公投
2017年6月，伊拉克库尔德斯坦总统马苏德·巴尔扎尼宣布将于9月25日就库区独立举行公投。本次公投地区包括库区的三个省份（杜胡克省、埃爾比勒省和苏莱曼尼亚省）以及不属于库区但目前由库尔德人控制的基尔库克省。公投区约占伊拉克领土面积的五分之一，是伊拉克主要产油区。6月12日，伊拉克国民议会投票通过决议，反对库尔德独立公投。同时议会还授权总理海德尔·阿巴迪采取一切措施维护伊拉克的统一，并同库区展开切实对话，以解决中央政府同库区间的问题。全体328名议员中，仅204人参与投票。有议员透露，来自库尔德的议员在投票前退场，但决议仍获多数通过。库区领导层仍坚持如期举行独立公投。伊拉克基尔库克省议会6月29日通过一项议案，同意该省参加定于9月举行的伊拉克库尔德自治区（库区）独立公投。这一决定遭到伊拉克政府、土耳其、伊朗、敘利亞等周邊國家反對。但以色列总理内塔尼亚胡表示，以色列支持伊拉克库尔德人建立独立国家。最終該公投以92%支持率通過，共有330萬人投票，投票率達72%。
其後伊拉克政府部隊奪取伊拉克库尔德斯坦自2003年以来逐步占领的几乎全部区域並將伊拉克庫德斯坦的石油輸送與邊境交通逐一切斷、包圍，迫使伊拉克庫德斯坦自治政府於10月25日清晨1時正式對外公佈「即刻凍結9月25日的獨立公投結果與進程」。10月29日，在庫爾德斯坦獨立無望下，伊拉克庫爾德斯坦總統马苏德·巴尔扎尼宣佈辭職。

## 政治

### 政府

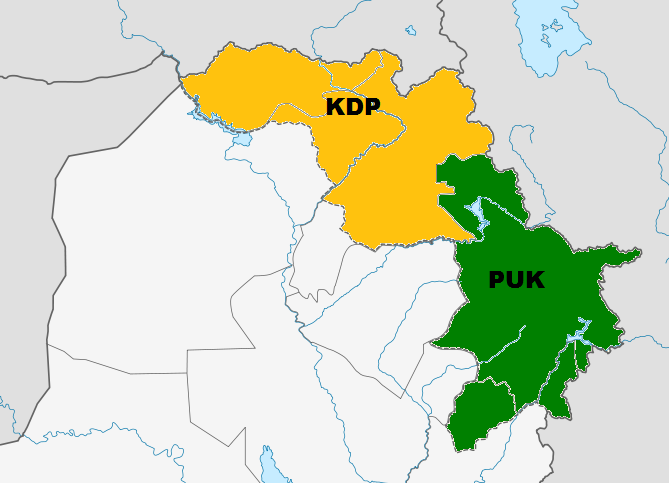
1998年停火后的伊拉克库尔德斯坦，绿色区域为库爱盟（PUK）控制，黄色区域为库民党（KDP）控制

伊拉克库尔德斯坦地区政府坐落于首府埃尔比勒，拥有一个地区议会，即库尔德斯坦议会，议会由民众选举产生。政府内阁由库民党、库爱盟及他们的盟友组成。1992年库尔德斯坦议会选举后，分别拥有100个席位中的50个的两个伊拉克库尔德斯坦地区主要党派，库尔德斯坦民主党（简称库民党）和库尔德斯坦爱国联盟（简称库爱盟），决定建立联合政府。但由于内战的爆发，联合政府不久就垮台了，内战一直持续到1998年。内战导致了两个对立的库尔德政府的产生，一个在埃尔比勒，由库民党控制，另一个在苏莱曼尼亚，由库爱盟控制，每一个都有自己的总统和总理。
2002年10月，库民党与库爱盟达成官方和解，2005年1月30日进行议会选举，2005年6月14日库民党领袖马苏德·巴尔扎尼由议会任命为新总统。2009年，总统改为选举产生，在2009年7月25日的总统选举中，巴尔扎尼得以连任。2006年，库民党的内奇尔万·伊德里斯·巴尔扎尼出任总理。2009年，库爱盟的巴尔哈姆·萨利赫成为接下来一任总理，而2012年内奇尔万·巴尔扎尼又当选总理。

### 选举
伊拉克库尔德斯坦议会选举每四年举行一次，上次选举是2013年9月21日。领先的是由库民党和库爱盟两大实力党派联合构成的库尔德名单，其中库民党拥有38个席位，库爱盟拥有18个席位。由库爱盟前副总书记Nawshirwan·穆斯塔法领导的变革运动赢得了24个席位。变革运动是穆斯塔法在2009年成立的，在以前库爱盟的根据地苏莱曼尼亚市和苏莱曼尼亚省收获不俗。
在总统选举中，马苏德·巴尔扎尼自两党和解至2017年一直是库区总统，他在2005年6月14日就任总统，并于2009年的总统选举中以70%的得票率高票连任。

## 地理与气候

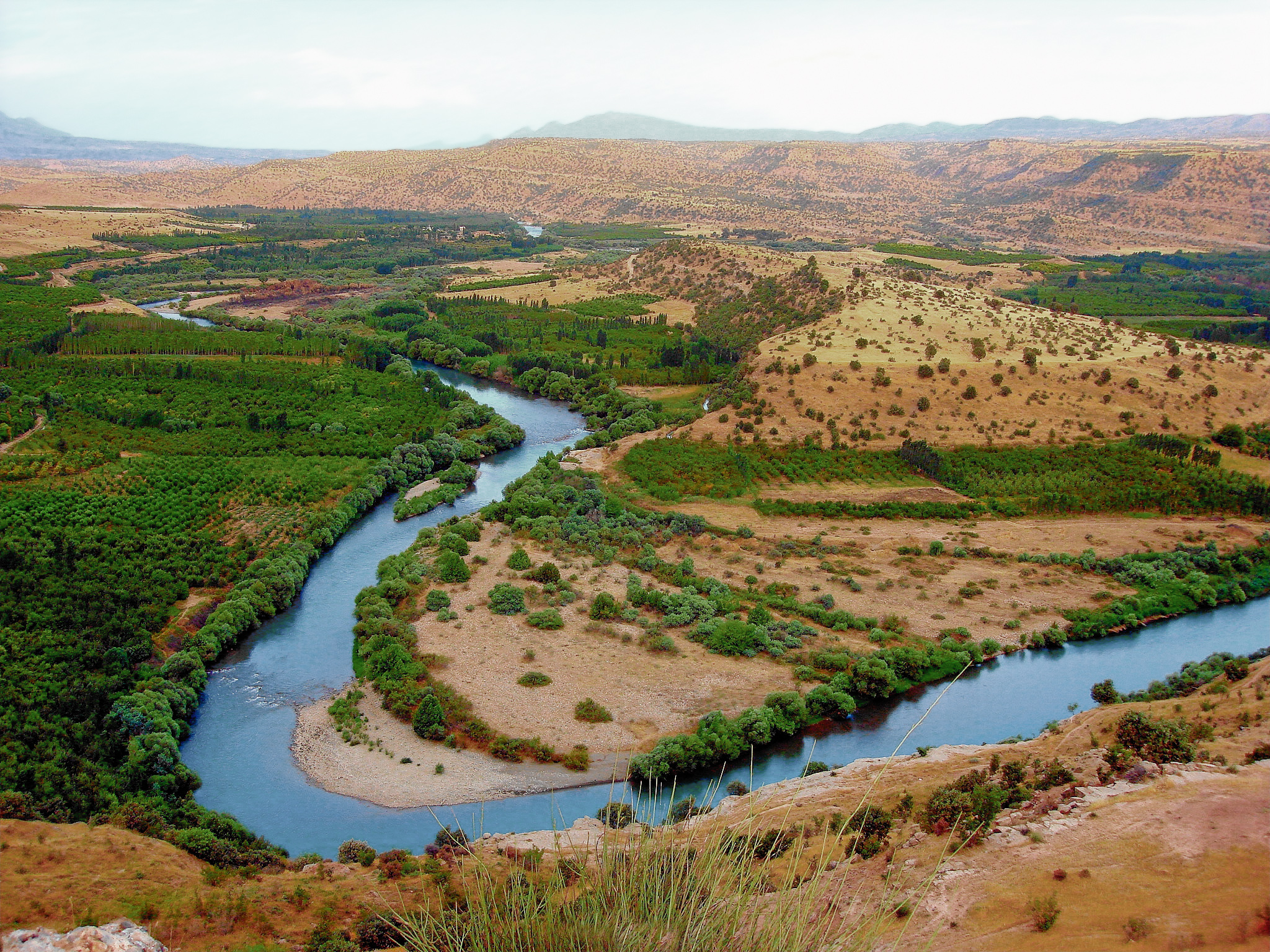
埃尔比勒附近的大扎卜河

库区的最高峰是位于与伊朗边境的切克汗峰（库尔德语：Cheekha Dar，含义为“黑帐篷”），高3611米，该峰同时也是伊拉克的最高峰。切克汗峰所在的札格罗斯山脉从土耳其，通过库尔德斯坦，一直绵延到波斯湾沿岸。库区山脉间众多的河流造就了它肥沃的土地、充沛的水源和画一般的自然环境。大扎卜河和小扎卜河自东向西流经库区，而底格里斯河从土耳其流入伊拉克也是从库区进入的。该地区最大的湖泊是杜坎湖，同时也有杜胡克湖等稍小些的湖泊。
伊拉克库尔德斯坦的山脉环境，让库区各地的温度差异很大，也给库区带来了丰富的水资源，让库区在发展农业和旅游方面具有先天的优势。另外，库区还有丰富的矿产资源，尤其是石油资源。

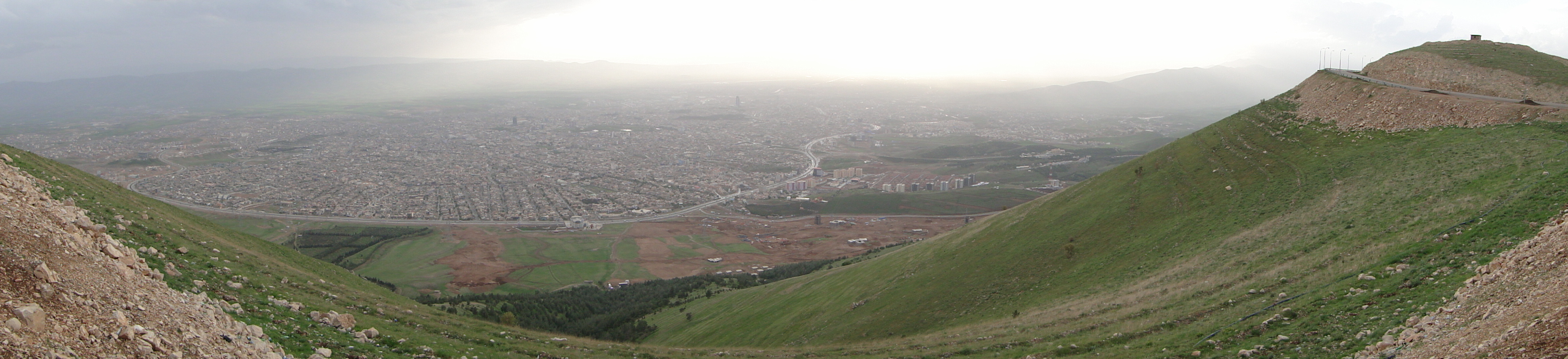
苏莱曼尼亚的全景图

在伊库地区的西部和南部，并不像东部那样都是山区，而是丘陵和平原。该地区比伊拉克其他地区要有更高的绿色覆盖率。
“伊拉克北部”是一个具有歧义的地理概念。“北部”通常指库尔德地区，相对地，以“中部”与“南部”或者“中南部”来表示伊拉克的其他地区。但多数媒体提到“北部”或“伊拉克北部”时，指的其实是巴格达以北的地区。

## 行政区划
伊拉克库尔德斯坦地区政府下辖的一级行政区划是省（库尔德语：Parêzge），整个库区分为杜胡克省、埃尔比勒省、苏莱曼尼亚省、哈拉卜贾省四个省份。省下设区，区下又设分区。每个省都有一个省会城市。整个库区共分为26个区。对于库区外的某些地区，库区政府和伊拉克政府存在争议，库区政府认为临近的基尔库克省、尼尼微省、迪亚拉省的一些地区应当归属库区。
- 伊拉克库尔德斯坦的省：

1. 苏莱曼尼亚省（Silêmanî）
2. 埃尔比勒省（Hewlêr）
3. 杜胡克省（Duhok）
4. 哈拉卜贾省（Halabja）

### 争议地区
伊拉克联邦政府与库尔德斯坦之间的争议地区一直是该国阿拉伯人和库尔德人之间的一个核心问题，尤其是2003年美国入侵后，问题尤为突出。伊拉克战争后，库尔德人在其声称自古以来就属于他们的一些地区得到了自治权，包括当时的苏莱曼尼亚省、埃尔比勒省和杜胡克省三个省；而除此之外，被归于伊拉克政府管辖的尼尼微省、基尔库克省和迪亚拉省也具有大量库尔德人居民。而尼尼微省西北部三個行政區（舍琨、阿克拉、麦赫穆尔）在伊斯蘭國入侵伊拉克後，被伊拉克庫德斯坦區自治政府軍隊實質佔領中，軍隊亦正積極投入解放摩蘇爾戰役中。